# Boutilimit

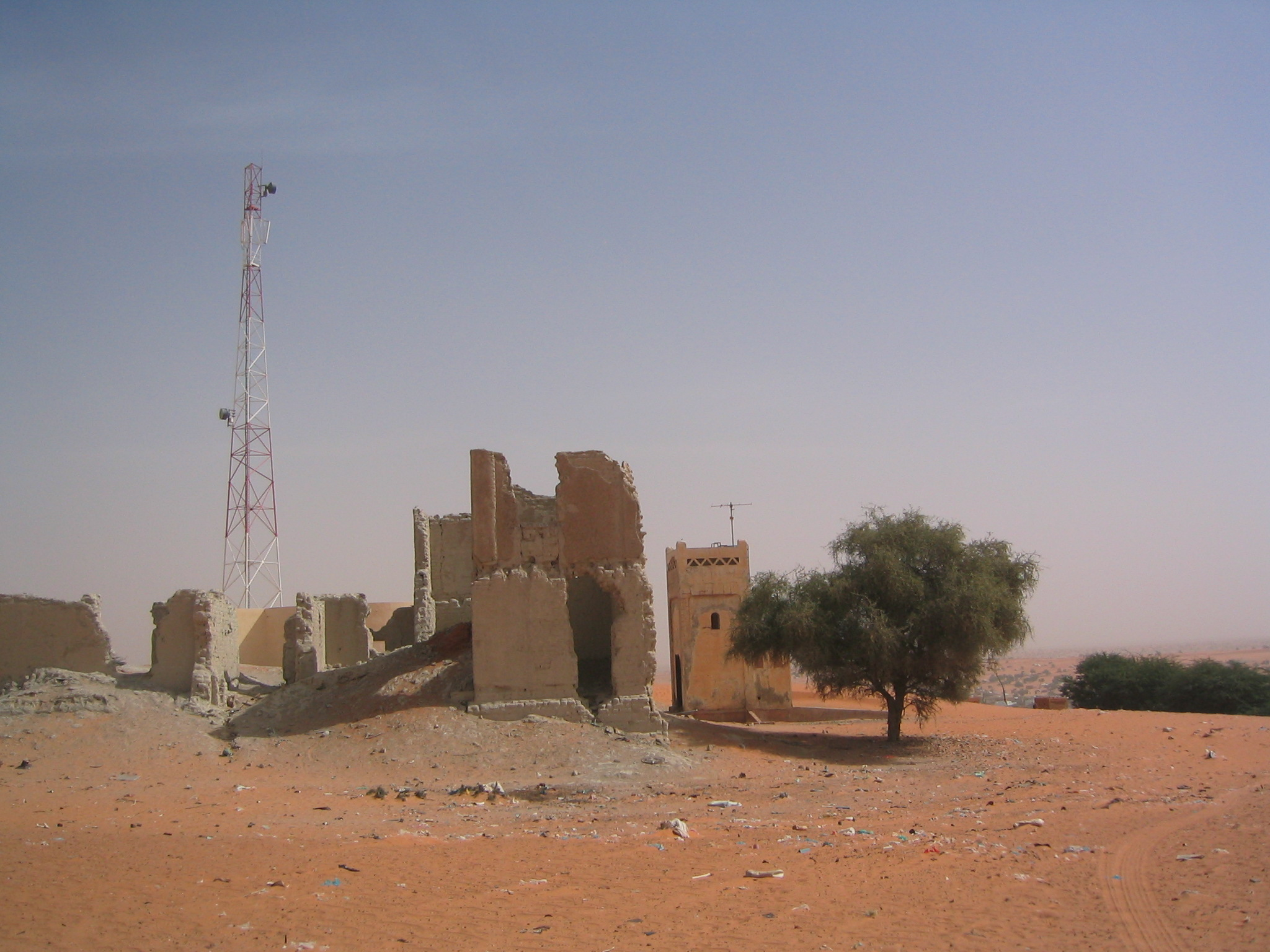
Fort byggt av den franska kolonialmakten

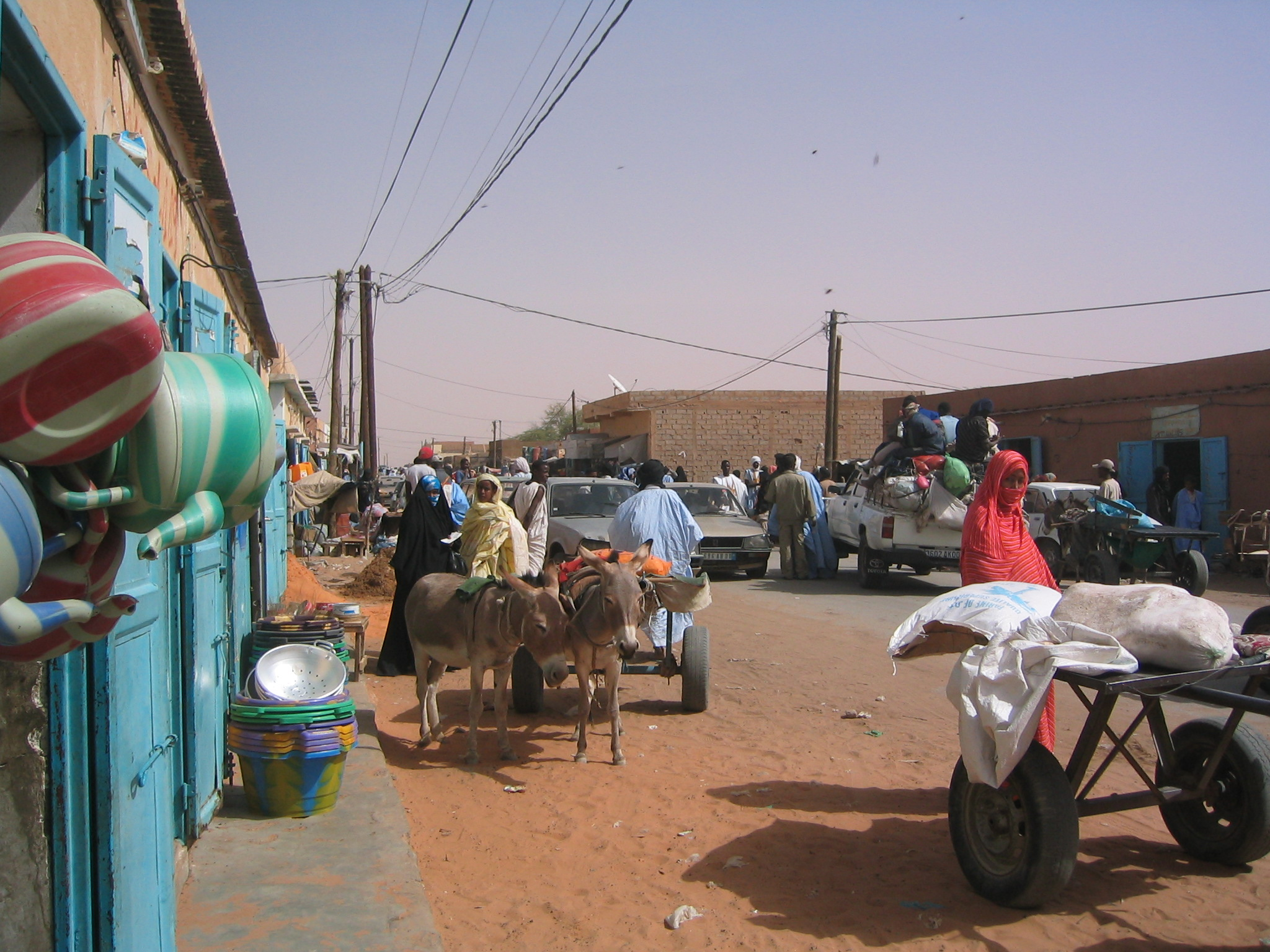
Gatuscen

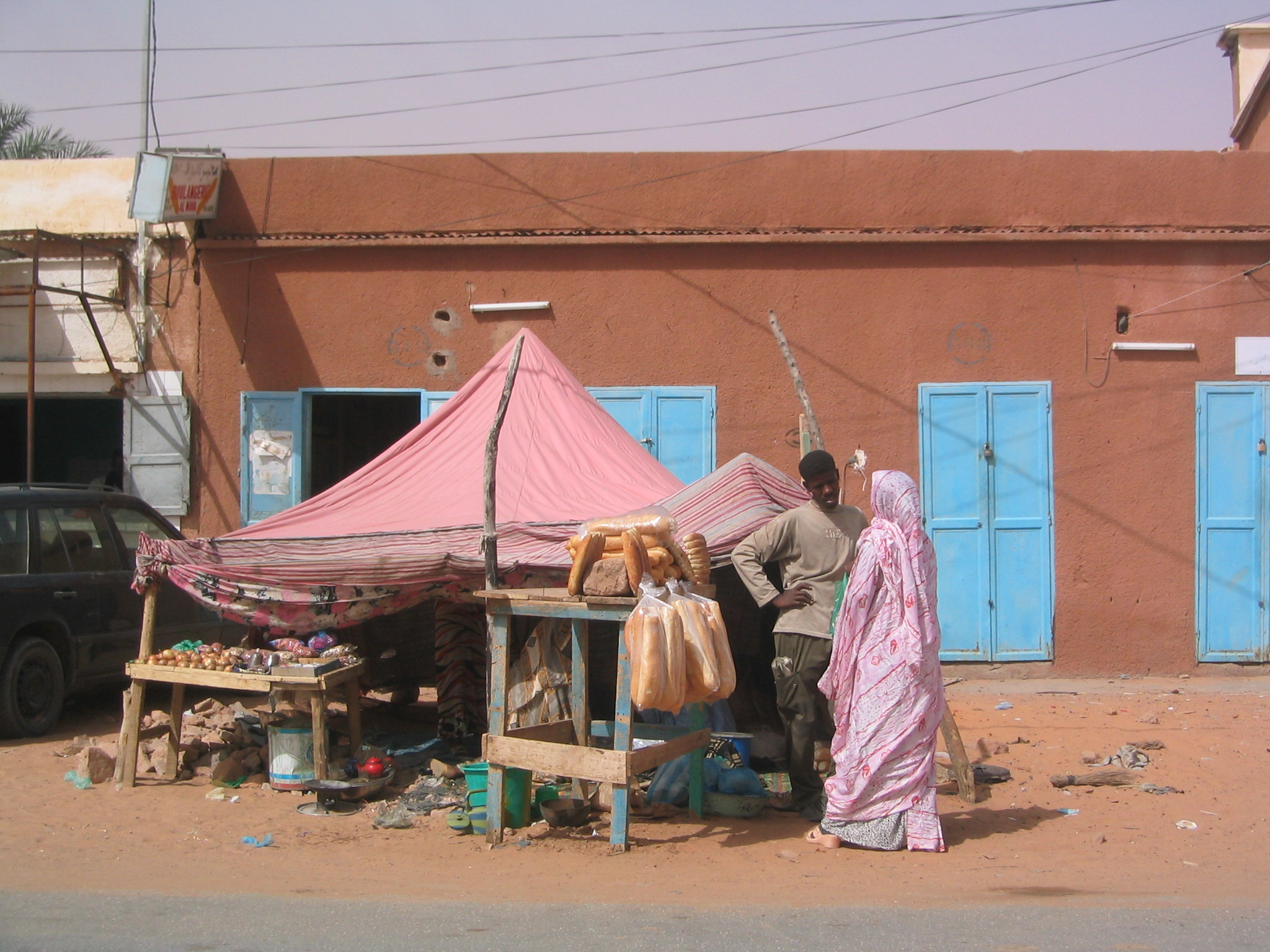
Boutilimit

Boutilimit (arabiska: بوتلميت) är en stad i regionen Trarza i sydöstra Mauretanien. Staden hade 15 536 invånare (2013), och ligger 164 km sydost om huvudstaden Nouakchott.
Här är Mauretaniens förste president Moktar Ould Daddah född. Boutilimit är också en av de mest betydande religiösa centrumen i Västafrika med en koranskola för utbildning inom Islam.